# أوقاف مشتركة
أوقاف مشتركة أو الأوقاف المشتركة هو اشتراك مسلم مع غير مسلم، أو مؤسسة وقفية إسلامية مع مؤسسة وقفية غير إسلامية أو أكثر لإنشاء وقف على جهة من جهات البر العامة أو الخاصة مؤقتا أو على التأبيد.

## مشروعية الأوقاف المشتركة
الأوقاف المشتركة بين المسلم وغير المسلم مبنية على أصول ماليه يسهم بها كل طرف، وقد تعامل النبي ﷺ مع اليهود والمشركين في مجال المعاملات المالية، ولم يثبت عنه أنه كان يتحرى في معاملاته معهم أنه يسألهم أو يستفسر عن الأصول التي جاءت منها أموالهم، ومن أمثلة ذلك:

### وثيقة المدينة
جاء فيها "وأن اليهود ينفقون مع المؤمنين ما داموا محاربين" فدعوة النبي ﷺ المجتمع اليهودي وحلفاؤه بالمشاركة في النفقة للتعاون على الدفاع عن المجتمع المدني من الأعداء.

### قبول النبيﷺهدايا الكفار
ثبت أنه قبل هدايا غير المسلمين ولم يستفسر عن أصولها، ما لم تكن محرمة العين في نفسها، وقبوله هدية المقوقس حاكم مصر.

### أخذ الجزية من أهل الكتاب
ثبت عن النبي ﷺ أخذ الجزية من اليهود والنصار والمجوس بشروطها مقابل حمايتهم وتركهم على معتقداتهم.

### إجازة الفقهاء
عقد شراكة المسلم لغير المسلم الكتابي الوثني الذمي، وقد أفتى مجمع الفقه الإسلامي بمكة في قراره رقم 6 بجواز أخذ التبرعات من غير المسلمين بشرط أن تكون مجرد إعانة بالأموال فقط ولا يلحق ضرر من ورائها بالمسلمين.

### وجريا على ذلك تقتضي المصلحة المرسلة
أن الوقف المشترك وسيلة التعارف بين أفراد المجتمع الإنساني كما في قوله تعالى: ﴿يَا أَيُّهَا النَّاسُ إِنَّا خَلَقْنَاكُمْ مِنْ ذَكَرٍ وَأُنْثَى وَجَعَلْنَاكُمْ شُعُوبًا وَقَبَائِلَ لِتَعَارَفُوا إِنَّ أَكْرَمَكُمْ عِنْدَ اللَّهِ أَتْقَاكُمْ إِنَّ اللَّهَ عَلِيمٌ خَبِيرٌ ۝١٣﴾ [الحجرات:13]، فمن مقتضيات التعارف التعاون والتشارك فيما فيه خير للإنسانية، وإن الوقف المشترك بين المجتمع المسلم وغيره من المجتمعات من أبرز الوسائل لتحقيقه في المشاريع الإنسانية المختلفة من خلال وقف المؤسسات الاستثمارية والعقارات، كما أن الوقف المشترك وسيلة لمصلحة حماية الكرامة الإنسانية، وإقرار مبدأ السلم لا الحرب بين المجتمعات الإنسانية، ويعد الوقف وسيلة لتحقيق الأمن والسلم من جهة ما يقدمه من خدمات إنسانية متنوعة، فالحروب سببها المجاعات وقلة المواد المائية والجهل، وكل هذا يمكن للوقف المشترك أن يحققه حتى تستشعر المجتمعات الإنسانية فضل التعاون ومقاصد السلم في المحافظة على حياتها واستقرارها واقعا من خلال المشاريع الوقفية المشتركة.

## أنواع أوقاف غير المسلمين

### الوقف على معين
الوقف على معين أو جهة يجوز للمسلم الوقف عليها كإطعام الفقراء، وإصلاح الطرق، وحفر الآبار، والمصالح العامة، فهذا الوقف صحيح ينفع صاحبه في الدنيا لا في الأخرة.

### الوقف على الكنائس والبيع ومواطن الشرك ونحوها
فهذا الوقف لا يصح من مسلم ولا كافر، لما فيه من الإعانة على الكفر وتقويته واستمراره.

## ضوابط الاوقاف المشتركة
- الأوقاف المشتركة صحيحة في كل المجالات الخدمية والتجارية، ولا تصح في كل ما له علاقة بالعبادات والتشريعات.
- لا مانع من الاستفادة من مال غير المسلم للاشتراك مع المسلم في تأسيس وقف ما لم تكن العين الموقوفة محرمة لذاتها، ككونها خمرا أو خنزيرا لقيام الأدلة المجيزه لذلك.
- لا تختلف أركان وشروط الوقف المشترك بين المسلم وغيره من الوقف المنفرد إلا من جهة التعدد وجنس الواقفين.
- لا يصح للواقفين اشتراط شروطا منافية لمقتضى الوقف والنظم والقوانين القائمة في مكان تأسيس الوقف المشترك بين المسلم وغير المسلم.[1]